# XKMS
XML Kulcs Menedzsment Specifikáció (XKMS) web szolgáltatási keretrendszert alkalmaz, hogy a fejlesztők számára megkönnyítsék az alkalmazásközi kommunikáció biztosítását, amely publikus jellegű kulcs infrastruktúrát alkalmaz (PKI). Az XML Kulcs Menedzsment Specifikáció egy W3C által kifejlesztett protokoll, amely leírja a publikus kulcsok terjesztését és regisztrációját. A szolgáltatások hozzáféréssel rendelkezhetnek egy XKMS kompatibilis szerverhez a frissített kulcs információk fogadásához a kódolás és hitelesítés számára.

## Architektúra
A XKMS két részből áll:
XKISSXML Kulcs Információs Szolgálati Specifikáció
XKRSSXML Kulcs Regisztrációs Szolgálati Specifikáció
Az XKISS szolgáltatás specifikáció a publikus kulcspár publikus komponens kezelésére vonatkozik. Az XKRSS a magánkulcsok kezelésére vonatkozik.
Mindkét esetben, az XKMS célja, a hagyományos PKI implementációk komplexitásának engedélyezése, a klienstől egy külső szolgáltató felé történő tehermentesítésre. Amíg ez a megközelítés eredetileg Diffie és Hellman javaslata volt az Új Irányok című dolgozatukban, ez általában gyakorlatiatlan megoldásnak minősült, a kereskedelmi fejlesztést vezető időben, amely a hitelesítésre alapozott megközelítésekre fókuszál, amelyet Loren Kohnfelder javasolt.

## Fejlesztési előzmények
A csapathoz, amelyik kifejlesztette az eredeti XKMS által jóváhagyott ajánlást a W3C-hez, hozzátartozott Warwick Ford, Phillip Hallam-Baker (szerkesztő) és Brian LaMacchia. Az architekturális megközelítés szorosan kapcsolódik az MIT PGP Kulcs szerverhez, amelyet eredetileg Brian LaMacchia hozott létre és tartott karban. Az XML-ben történő realizálás szorosan kapcsolódik az SAML-hez, az első kiadáshoz, amelyet szintén Hallam-Baker szerkesztett.
Eredményképp az XKMS specifikáció nagy része, a biztonsági 'kötések' meghatározásokra vonatkozik, különleges Web Szolgáltatás protokollok számára.

## Lásd még
- XML Signature és XML Encryption fejezeteket, két másik W3C szabványt, amelyet az XKMS protokoll alkalmaz.

## Külső hivatkozások
- XKMS at SQLData
- XKMS at the W3C
- XKMS at Entrust
- XKMS at Markup Security